# Sour Lake, Texas
Sour Lake là một thành phố thuộc quận Hardin, tiểu bang Texas, Hoa Kỳ. Năm 2010, dân số của xã này là 1813 người.

## Dân số
- Dân số năm 2000: 1667 người.
- Dân số năm 2010: 1813 người.